# Brat Słońce, siostra Księżyc
Brat Słońce, siostra Księżyc (wł. Fratello sole, sorella luna) – włosko-brytyjski film biograficzno-religijny z 1972 roku w reżyserii Franco Zeffirellego z głównymi rolami Grahama Faulknera i Judi Bowker.
Film opowiada o życiu mistyka średniowiecznego i reformatora religijnego św. Franciszka z Asyżu, przedstawiając wczesny okres jego biografii.

## Obsada
- Graham Faulkner – św. Franciszek
- Judi Bowker – Klara
- Leigh Lawson – Bernard
- Kenneth Cranham – Paweł
- Lee Montague – Pietro Di Bernardone
- Valentina Cortese – Pica Di Bernardone
- Alec Guinness – papież Innocenty III
- Michael Feast – Sylwester
- Nicholas Willatt – Giacondo
- John Sharp – biskup Guido
- Carlo Pisacane – ksiądz San Damiano

## Produkcja
Zdjęcia kręcono we Włoszech w następujących lokacjach według regionów:
- Sycylia (katedra w Monreale w prowincji Palermo);
- Toskania (San Gimignano, Montalcino i Castelnuovo dell'Abate w prowincji Siena);
- Umbria (Gubbio i Norcia w prowincji Perugia; Marmore w prowincji Terni)[2][3].